# August Simon Lindholtz
August Simon Lindholtz (* 1679 in Plön; † 28. Dezember 1743 in Lübeck) war ein deutscher Jurist und Bürgermeister der Hansestadt Lübeck.

## Leben

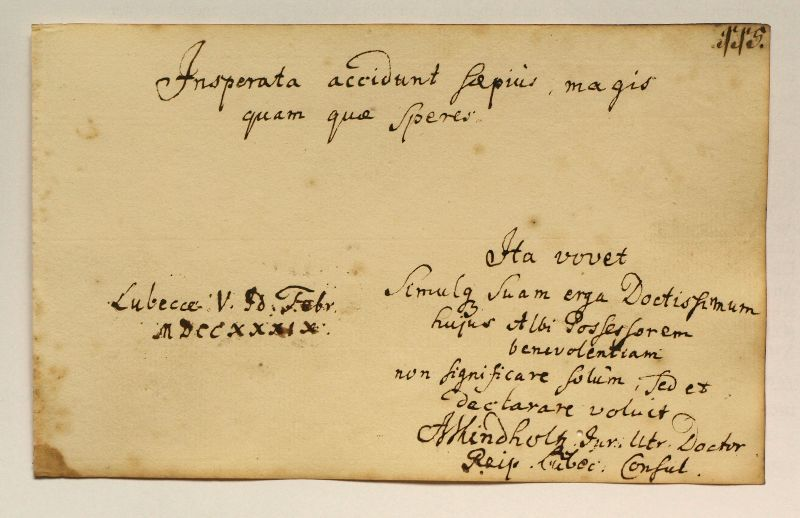
Eintrag des Bürgermeisters Lindtholtz (1739) im Stammbuch Johann Friedrich Behrendt

August Simon Lindholtz war der Sohn des Plöner Advokaten und späteren Bürgermeisters von Kiel Otto Nikolaus Lindholtz. Er studierte von 1696 bis 1700 Rechtswissenschaften an der Universität Kiel. 1703 begleitete er als Hofmeister Benedikt von Ahlefeldt zum Studium an die Universität Halle und 1706 auf dessen Grand Tour durch Frankreich und England. 1707 wurde er Sekretär des dänischen Ministers Christoph Blome. An der Universität Utrecht wurde August Simon Lindholtz 1715 zum Dr. jur. promoviert und kehrte nach Lübeck zurück, wo er zunächst als Advokat tätig war. 1722 wurde er in den Rat der Stadt erwählt. Er vertrat Lübeck als Gesandter 1729 in Hannover und 1734 gemeinsam mit dem Ratsherrn Gotthard Arnold Isselhorst in Schleswig. 1735 wurde er im Rat zu einem der Bürgermeister der Hansestadt bestimmt. In seine Amtszeit fällt die von der Bürgerschaft erzwungene Selbstergänzung des Lübecker Rates 1739.

## Schriften
- Disputatio juridica inauguralis, de anomia juris Romani circa querelam non numeratæ pecuniæ, & de usu hujus querelæ hodierno. Trajecti ad Rhenum, ex off. G. vande Water typ., 1715